# Cratere Cachimana
Cachimana è un cratere sulla superficie di Cerere.